# Assemblée provinciale du Pendjab
14e législature
Bâtiment de l'Assemblée provinciale du Pendjab
L'Assemblée provinciale du Pendjab (en ourdou : پنجاب صوبائی اسمبلی) est la chambre monocamérale de la province pakistanaise du Pendjab qui rassemble les élus des circonscriptions locales. Elle est l'une des quatre assemblées provinciales du Pakistan et siège à Lahore, et est également la plus importante du pays.
Dans le cadre d'une organisation fédérale de l’État, elle dispose de certains pouvoirs législatifs et budgétaires et élit son ministre en chef (Chief minister) qui dirige le gouvernement local. Depuis la fin des années 1980, l'Assemblée est souvent dominée par la Ligue musulmane du Pakistan (N) et les frères Sharif ont dirigé plusieurs fois le gouvernement local, Nawaz Sharif ayant été en fonction cinq ans et Shehbaz Sharif ayant effectué trois mandats de 1997 à 2018.

## Fonctionnement et pouvoirs

### Fonctionnement
Tout comme les autres assemblées provinciales, les députés du Pendjab sont élus au suffrage universel direct uninominal majoritaire à un tour pour un mandat de cinq ans. C'est-à-dire que le candidat gagnant est celui qui remporte le plus de voix dans sa circonscription, à l'issue d'un unique tour, sans avoir donc à remporter de majorité absolue. Les sièges réservés sont élus par les autres membres élus, par scrutin de liste avec représentation proportionnelle. La Constitution prévoit qu'en cas de vacance d'un siège, pour des causes de mort, démission ou disqualification d'un élu, des élections partielles doivent être tenues dans la circonscription concernée dans un délai de soixante jours.
Tout comme pour l'Assemblée nationale, le mandat des députés du Pendjab est de cinq ans à compter de la première réunion. Les assemblées peuvent être dissoutes par les gouverneurs, sur le conseil du ministre en chef de chaque province. Le gouverneur peut aussi toutefois dissoudre l'Assemblée à sa discrétion si une motion de censure est passée contre le ministre en chef et que l'Assemblée est incapable d'élire un autre de ses membres en remplacement.

### Pouvoirs

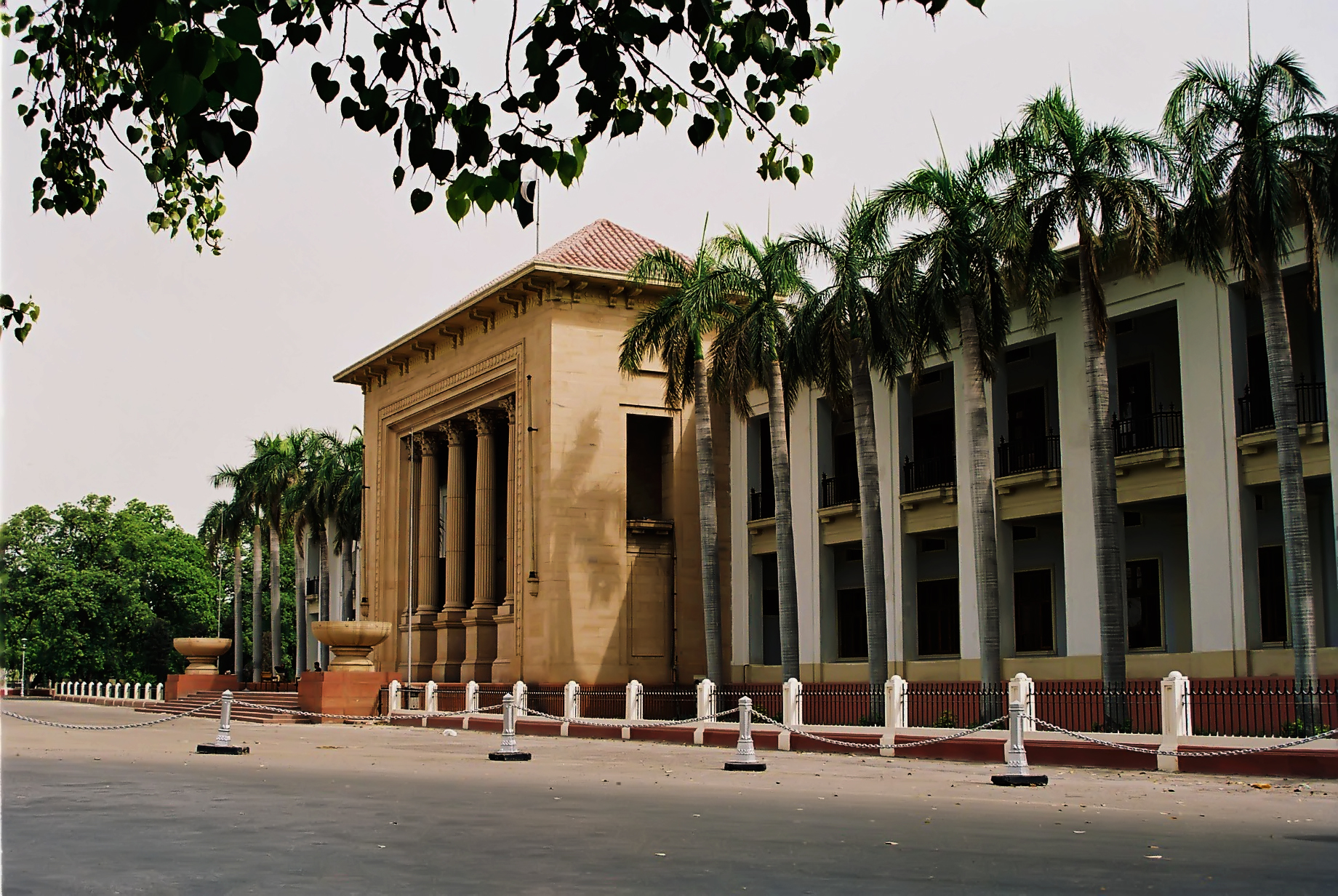
Siège de l'Assemblée provinciale à Lahore.

Le premier pouvoir de l'assemblée est l'élection de sa direction. Lors de la première réunion, les députés élisent le président et le vice-président de la chambre (Speaker et Deputy Speaker), puis le ministre en chef (Chief Minister), qui est le chef de l'Assemblée et le chef d'un gouvernement qu'il nomme. Chaque groupe politique désigne également son leader, et les partis d'opposition élisent un chef de l'opposition. L'Assemblée peut également voter une mention de censure contre le ministre en chef et son gouvernement. L'Assemblée a le pouvoir de passer des lois dans les limites de ses compétences prévues par la Constitution et vote le budget de la province.

## Siège
L'Assemblée provinciale siège à Lahore, plus grande ville et capitale du Pendjab. Le bâtiment actuel a été construit en 1935 et est inspiré de l’architecture romaine. Construit à la base pour un petit nombre de députés, l'hémicycle a dû être aménagé pour accueillir les 371 députés. En dehors de cet espace, le bâtiment contient un grand hall et des pièces pour accueillir les journalistes. Le bâtiment est aussi équipé en système de visioconférence et de vidéosurveillance.

## Système électoral
L'Assemblée provinciale du Pendjab est composée de 371 sièges pourvus pour cinq ans dont 297 au scrutin uninominal majoritaire à un tour. Ces membres élus au scrutin direct élisent à leur tour 66 sièges réservés à des femmes et 8 sièges réservés à des minorités religieuses non-musulmanes. Ces sièges sont répartis à la proportionnelle entre tous les partis ayant remporté un minimum de 5 % des voix au scrutin direct, mais répartis en proportion du nombre de sièges déjà obtenus et non en proportion des voix, de manière à laisser inchangé le résultat du vote populaire,.
L'assemblée provinciale siége à Lahore. Avec 371 membres, elle est la plus importante et contient à elle seule un peu plus de la moitié des 728 députés députés provinciaux que compte le pays.

## Composition

### Législature 2024-2029
À l'issue des élections législatives de 2024, la Ligue de Nawaz regagne sa majorité à l'Assemblée,. Comme à l'échelle nationale, elle forme un gouvernement de coalition avec le Groupe Quaid-e-Azam, la Ligue de Zia et le Parti de la stabilité du Pakistan,. Le Sunni Ittehad Council, rallié par une centaine de membres du Mouvement du Pakistan pour la justice élus en tant que candidats indépendants, constitue la principale force d'opposition. Toujours dans l'opposition, on retrouve Mehmood Ahmad, seul membre du Tehreek-e-Labbaik Pakistan élu dans tout le pays,.

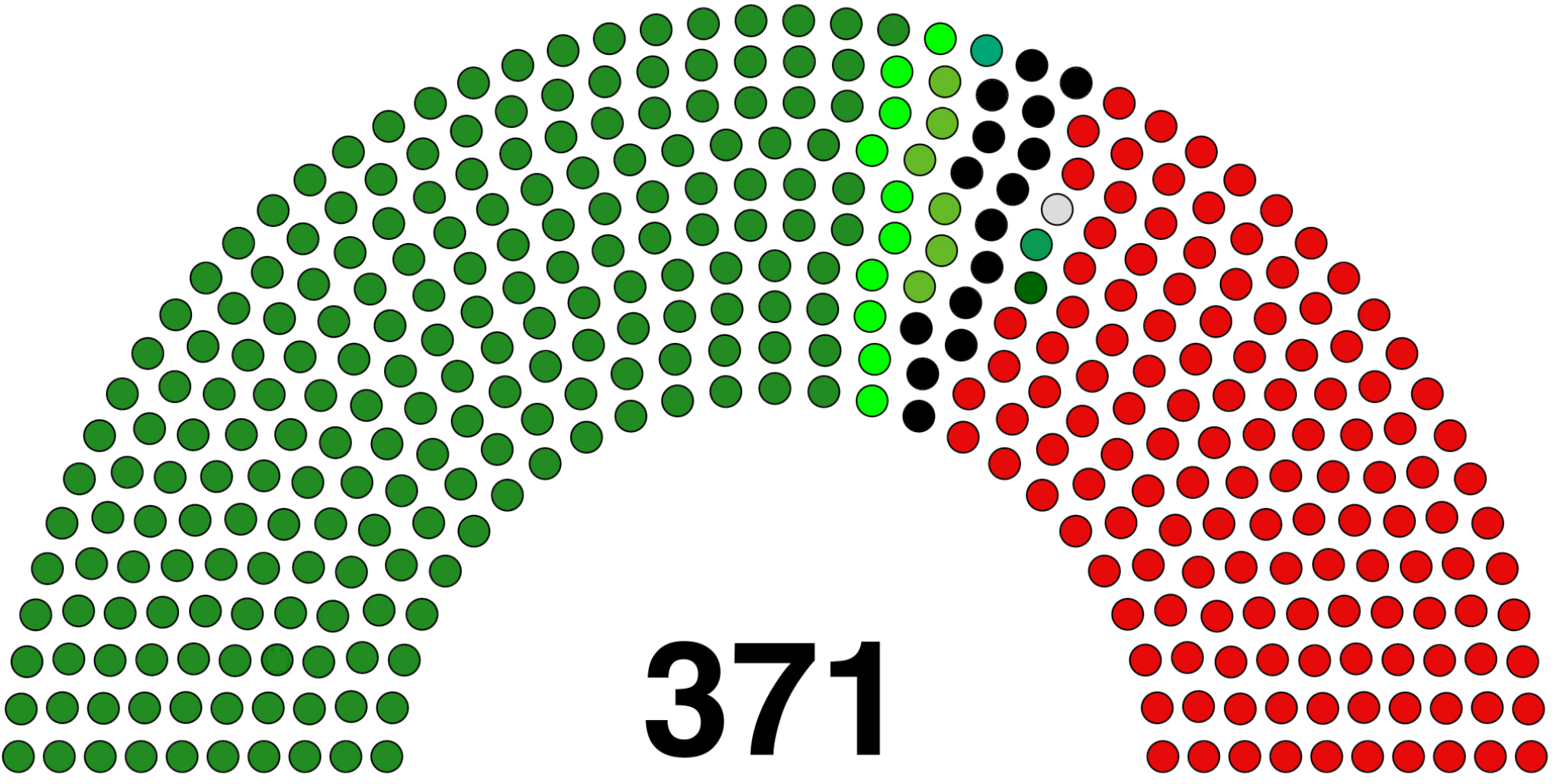
Composition de l'Assemblée provinciale du Pendjab après les élections de 2024.

| Partis                                  | Sièges |
| --------------------------------------- | ------ |
| Ligue musulmane du Pakistan (N)         | 204    |
| Sunni Ittehad Council (SIC)             | 104    |
| Parti du peuple pakistanais (PPP)       | 14     |
| Ligue musulmane du Pakistan (Q)         | 10     |
| Parti de la stabilité du Pakistan (IPP) | 6      |
| Ligue musulmane du Pakistan (Z)         | 1      |
| Majlis Wahdat-e-Muslimeen (MWM)         | 1      |
| Tehreek-e-Labbaik Pakistan (TLP)        | 1      |
| Indépendant                             | 0      |
| Vacants                                 | 30     |
| Total                                   | 371    |
| Source : site officiel de l'Assemblée   |        |

### Législature 2018-2023
À l'occasion des élections législatives de 2018, la Ligue de Nawaz a perdu le pouvoir dans l'Assemblée après dix ans de domination consécutive. Le Mouvement du Pakistan pour la justice parvient en effet à devenir la première force de la chambre et forme le gouvernement local avec l'appui de la Ligue musulmane du Pakistan (Q). Membre de ce dernier parti, Chaudhry Pervaiz Elahi est élu président de l'Assemblée tandis qu'Usman Buzdar du PTI devient ministre en chef.

Composition de l'Assemblée provinciale du Pendjab après les élections de 2018.

| Partis                                      | Sièges |
| ------------------------------------------- | ------ |
| Mouvement du Pakistan pour la justice (PTI) | 183    |
| Ligue musulmane du Pakistan (N)             | 164    |
| Ligue musulmane du Pakistan (Q)             | 10     |
| Parti du peuple pakistanais (PPP)           | 7      |
| Pakistan Awami Raj                          | 1      |
| Indépendant                                 | 4      |
| Vacants                                     | 2      |
| Total                                       | 371    |
| Source : site officiel de l'Assemblée       |        |

### Législature 2013-2018
Lors des élections législatives du 11 mai 2013, la Ligue musulmane du Pakistan (N) a nettement accru sa position dans la chambre en obtenant une majorité de près des trois-quarts, alors que dans la précédente législature issue des élections législatives de 2008, elle ne disposait que d'une majorité simple et avait dû former une coalition. Le ministre en chef Shehbaz Sharif est alors réélu pour un deuxième mandat consécutif.

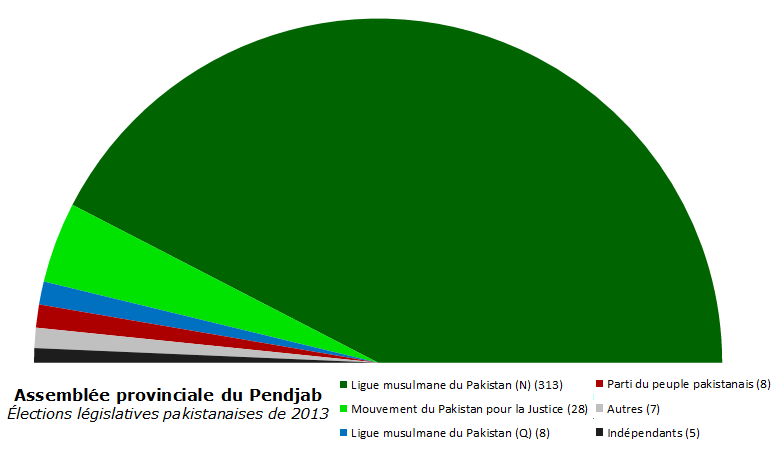
Composition de l'Assemblée provinciale du Pendjab après les élections de 2013.

| Partis                                      | Sièges |
| ------------------------------------------- | ------ |
| Ligue musulmane du Pakistan (N)             | 313    |
| Mouvement du Pakistan pour la justice (PTI) | 28     |
| Parti du peuple pakistanais (PPP)           | 8      |
| Ligue musulmane du Pakistan (Q)             | 8      |
| Ligue musulmane du Pakistan (Z)             | 3      |
| Jamaat-e-Islami                             | 1      |
| Pakistan National Muslim League             | 1      |
| Bahawalpur National Awami Party             | 1      |
| Indépendant                                 | 5      |
| Total                                       | 370    |
| Source : site officiel de l'Assemblée       |        |